# Tensjö
Tensjö är en sjö i Hultsfreds kommun i Småland och ingår i Viråns huvudavrinningsområde. Sjön har en area på 0,133 kvadratkilometer och ligger 119 meter över havet.